# Akson
Akson predstavlja produžetak citoplazme živčane stanice, a funkcija mu je da odašilje formirani signal na sledeću nervnu ćeliju ili izvršni organ.
Aksoni variraju u svojoj dužini od nekoliko centimetara do nekoliko desetaka centimetara, a okruženi su zaštitnom, izolirajućim omotačem, koja se naziva mijelinski omotač. Taj omotač je belkaste boje i građen je od tkiva koje sadrži masnoće i belančevine, a omogućava brzo, ravnomerno i efikasno prenošenje živčanih impulsa duž aksona.
Akson započinje aksonskim brežuljkom što se nastavlja u početni odsečak aksona, gotovo uvek ima pobočne ogranke, a završava više ili manje opsežnim završnim razgranjanjem; pojedinačni ogranak tog razgranjanja je presinaptički aksonski završetak što se završava lukovičastim proširenjem, tzv. završnim čvorićem.
Završna grupa razgranjenja aksona mođe da oblikuje posebne pericelularne spletove, koji poput korpi obavijaju tela drugih neurona.

## Spoljašnje veze
- - Bialowas, Andrzej, Carlier, Edmond, Campanac, Emilie, Debanne, Dominique, Alcaraz. Axon Physiology, GisèlePHYSIOLOGICAL REVIEWS, V. 91 (2), 04/2011, p. 555-602. Архивирано на веб-сајту  (2. децембар 2017)